# 6ix9ine
Daniel Hernandez, känd under artistnamnet 6ix9ine (uttalat six nine) eller Tekashi 6ix9ine, född 8 maj 1996 i New York i New York, är en amerikansk rappare.

## Biografi
Hernandez gav 2017 ut sin debutsingel "Gummo", som sålde platina. Efter denna framgång har han sålt platina på ytterligare ett antal låtar, vilket innefattar både singlar och samproduktioner med till exempel 50 cent, Nicki Minaj, Future, A Boogie With Da Hoodie, Bobby Shmurda med flera. Han uppträdde i Stockholm på Hovet i september 2018.
Den 27 november 2018 gav Hernandez ut sitt första studioproducerade album som uppföljare till sin mixproduktion "Day69". Albumet skulle ha givits ut den 23 november, men blev fördröjt på grund av att Hernandez greps misstänkt för utpressning och olaga vapeninnehav. Den 27 november var 6ix9ine fortfarande häktad, men albumet gavs ut i alla fall bland annat på grund av att albumet hade börjat läcka ut både på Hernandez webbplats och flera andra sidor.

## Kontroverser
Hernandez dömdes 2015 för att som 18-åring ha utnyttjat en 13-årig flicka för sexuell posering i februari samma år. Den 15 november 2018 avskedade Hernandez hela sitt team på grund av påstådda samarbetssvårigheter. Kort efter detta greps Hernandez misstänkt för utpressning och olaga vapeninnehav.

## Turnéer
- World Domination Tour (2018)[8]